# 鈴木修 (実業家)
鈴木 修（すずき おさむ、1930年〈昭和5年〉1月30日 - 2024年〈令和6年〉12月25日）は、日本の実業家。
中央相互銀行での勤務を経て、鈴木自動車工業株式会社代表取締役社長（第4代）、スズキ株式会社社長（初・第4代）、スズキ株式会社最高経営責任者（初代）、財団法人スズキ教育文化財団理事長（初代）、スズキ株式会社最高執行責任者（第3代）、スズキ株式会社相談役、公益財団法人スズキ財団理事長、同顧問などを歴任。1987年11月藍綬褒章受章、2000年4月勲二等旭日重光章受章。2025年1月パドマ・ヴィブーシャン勲章受章。

## 来歴

### 生い立ち
岐阜県益田郡下呂町（現在の下呂市）生まれ。旧姓は松田。益田農林学校（現益田清風高校）卒業。戦後、東京都世田谷区の小学校で教員として働きながら中央大学に学び、「戦後の混乱期で大人たちはみんなストライキばかり。子供たちを前に身につまされる思いをした」という経験をしている。なお、当時の教え子の一人には後に参議院議長になる山東昭子がいた。
1953年3月中央大学法学部法律学科卒業。中央相互銀行（現在のあいち銀行）入行。1958年にスズキの2代目社長の鈴木俊三の娘婿となる。同年4月にスズキ入社。

### 実業家として

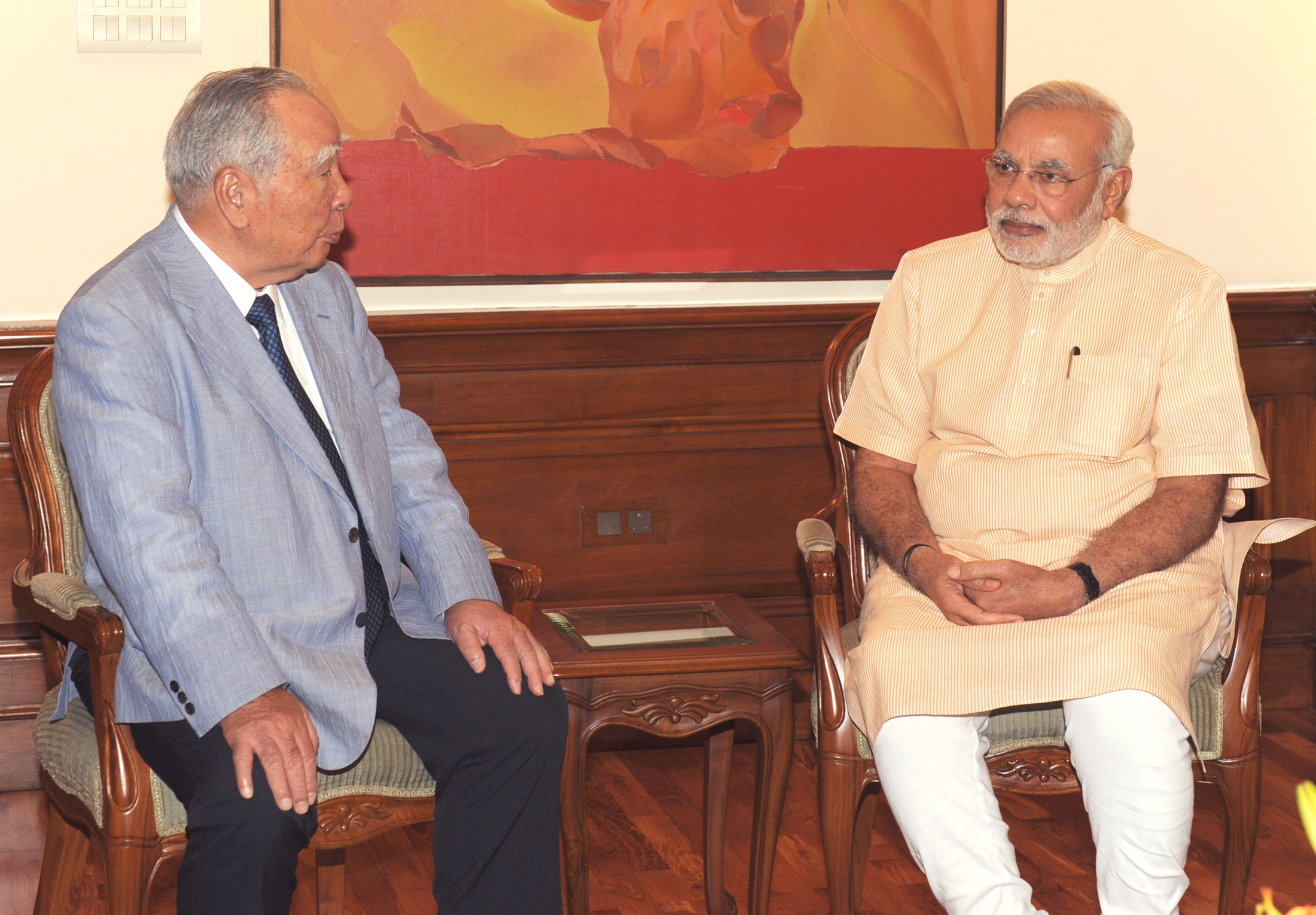
2014年7月31日、デリー連邦直轄地ニューデリーにて首相ナレンドラ・モディ（右）と

1963年11月に同社取締役就任。1967年12月に同社常務取締役。1973年11月に同社専務取締役。1978年6月に同社代表取締役社長に就任。2000年6月から代表取締役会長（CEO）を務める。2008年12月から代表取締役会長兼社長(CEO&COO)を務める。2015年6月から代表取締役会長（CEO）を務める。2016年6月にCEO職を辞任、代表取締役会長のみを務める。
1975年の自動車排出ガス規制に対応が遅れたスズキを立て直し、社長就任直後に軽自動車アルト（1979年発売）を主導。その後もワゴンR（1993年発売）の発売など軽自動車の商品力を高めた。
海外進出を積極的に行い、インドでのマルチ・ウドヨグ（現マルチ・スズキ・インディア）社への積極的支援等を通し、アジア成長国での販売を伸ばした。一方、1981年には巨大自動車メーカーであるゼネラルモーターズ（GM）との業務提携を進め、さらに1990年代初めには欧州戦略拠点としてハンガリーへの工場進出も実施するなど様々に改革をした結果、社長就任時には1700億円であった売上高を、2007年3月期では3兆1636億円になるまでスズキを成長させ、世界的メーカーとして認知される基礎を築いた。
1971年12月日本自動車工業会理事、1981年3月中部瓦斯取締役、1991年中部実業団陸上競技連盟会長、1999年6月静岡エフエム放送会長（2005年6月から相談役）、2006年中部実業団陸上競技連盟会長に就任。公益財団法人日印協会理事・副会長を務める。
後継者と目され2001年に経済産業省の経済産業政策局企業行動課長を辞めてスズキに入社していた娘婿で取締役だった小野浩孝の健康問題（その後、2007年12月に逝去）に加え、前社長の津田紘が体調不良を理由に勇退したため、2008年12月11日付でスズキの代表取締役会長兼社長（CEO&COO）となり、兼務ではあるが8年ぶりに社長職に復帰した。社長復帰後はGMとの提携解消に加え、新たにフォルクスワーゲンとの包括的提携を結ぶなど、スズキの新たな社外アライアンスの構築に進めたが2011年9月12日にフォルクスワーゲンとの提携解消を発表し、記者会見の場で他社との提携について「今回で懲りた」と発言している。
2015年6月には、長男の鈴木俊宏に社長兼COOを禅譲し、会長兼CEOには留まることになった。鈴木家からの社長は2代目以降、修本人を含めて婿養子の就任が続いていたため、俊宏が創業者以来の鈴木家直系出身の社長となった。
2021年6月25日の株主総会で会長を退任、相談役に就いた。
2024年12月25日15時53分、悪性リンパ腫のため、静岡県浜松市の病院で死去した。94歳没。叙正四位。

## 人物

### 社長就任後に初めて発売した「アルト」について
鈴木は、忘れられない車として1979年に発売した「アルト(SS30V型)」を挙げている。これは鈴木が1978年に社長に就任してから初めて発売した車であるが、排ガス規制対応の新型エンジンの開発に失敗してスズキ全体が打ちひしがれているなか、発売を1年間延期して開発したものだった。工場の従業員が軽トラックで出勤していることからヒントを得、「乗用車」ではなく、荷室を広くした「商用車」として開発。商用車には乗用車にかかる物品税がゼロというメリットもあった。
１台あたりの製造コストを35万円にして儲けの出る車を作る、という目標のもと、技術陣の徹底したコストカットを経て誕生。「安くするために軽くする」というスズキのクルマ作りの原点が体現された車だった。また、同じ自動車でも格上のグレードを見るのは、下位グレードに乗っている人間にとっては不愉快という人間心理にも着目。アルトにはグレードを設けず1グレードとし、50点にも及ぶ豊富な販売店装着オプションを揃えた。売りである価格を際立たせるため、業界で初めてとなる全国統一価格47万円を設定。これにより従来は地域ごとにしていた販促を、全国統一のコマーシャルとして展開。
キャッチフレーズにも鈴木のひらめきがあった。営業企画の資料ではアルトの名前の由来は、イタリア語で才能などに「秀でた」という意味と説明されたが、鈴木はピンと来ていなかった。京都での発表会の前日、たまたま浜松の実家に訪れた外注先の社長の奥さんから聞いた亭主の愚痴「うちの主人があるとき～、またあるときは～」からひらめき、『あるときはレジャーに、あるときは通勤に、またあるときは買い物に使える、あると便利な車、それがアルトです。』というキャッチフレーズをひねりだし、発表会の会場が大いに沸いたという。こうして誕生したアルトは、その後売れ続け、スズキの屋台骨を支える自動車として成長していった。

### インド進出について
スズキはインド市場で大きなシェアを獲得しているが、鈴木修が社長に就任して4年目にインド進出を決めたのは半ば偶然のようなものだった。鈴木は、経営者として「どんなちいさな市場でもいいからナンバー１になって、社員に誇りを持たせたい。」という気持ちを持っていたと言う。そんなとき、パキスタン出張中の社員が、帰りの飛行機の中で読んだ現地の新聞で、インドが国民車構想のパートナーを募集しているという記事を読み、鈴木のところに持ってきた。パートナーの募集は締め切れられており、申し込みは当初断られたが、あきらめずに掛け合い、3回目の申し込みで補欠として認められた。
1982年3月、インド政府の調査団が来日するという連絡が突然鈴木の元に寄せられた。このとき運悪く、鈴木には前年に提携したGMとの話し合いのためアメリカへ出張する予定が入っていた。時間はなかったが、羽田空港に向かう際の時間をやりくりし、先方の宿泊していた帝国ホテルを表敬訪問した。30分程度の会談を予定していたが、話しは自動車造りのための工場についてなど詳細な部分までに及び、3時間ぐらいになったという。
インドの調査団は、当初鈴木がアメリカから帰国する前にインドに帰る予定だったが、帰国の予定を引き延ばして鈴木の帰りを待っていた。調査団は、スズキ以外の日本のメーカーとも話し合っていたが、「我々と直接向かいあって真剣に話を聞いてくれたのはミスター・スズキだけだった。」と話した。結果としてアメリカへ行く前に帝国ホテルを訪ねたのが運命の分かれ目で、鈴木は、いざというとき、本気度を伝えるためにトップが出ていくことに大きな効果があると思う、と話している。

### エピソード
- 徹底した現場主義、現実主義者として知られる。その経営手腕、歯に衣着せぬ言動などからマスコミの注目度も高く、『日本経済新聞』『日経ビジネス』などの新聞・雑誌のほか、『日経スペシャル カンブリア宮殿』『ガイアの夜明け』など経済番組にも頻繁に登場している。また、全国各地に点在するディーラーや小売店の整備工場へは自らの足で出向くほどフットワークが良いことで知られ、現場スタッフやユーザーの声を直に訊いたりするなど顧客の動向や問題点の洗い出し、販売戦略、製品改良等の探求（追求）に余念がない[16][17]。
- 浜松市の市政にも深く関わり、元市長の北脇保之（1999年 - 2007年）、前市長の鈴木康友（2007年 - 2023年）はいずれも衆議院議員選挙立候補時から強力に支援している。その一方で浜松市の行財政改革推進審議会の会長（第2期）として市財政について将来の発展を見据えた厳しい指摘を行っている。
- 軽自動車の増税には否定派である。かつては「軽の税金を上げるだけでなく、リッターカー（具体的には軽自動車を除く総排気量が1,000cc以下の小型登録車）の税金を下げるという話ならいくらでも協力するのに」と発言した[18] ほか、軽の品質向上で登録車と差が無くなった事による不平には「軽自動車は寸法も排気量も厳しく制限されている。そのなかで素晴らしい4人乗りのクルマができているのは、軽メーカー各社の努力のたまもので、いわば芸術品のようなものだ。その努力を見ないで普通のクルマと同じようなものと言うのはいかがなものか」と反論[19]。また12代目キャリイ発表時には「軽自動車は比較的低所得の人が生活・仕事に使っている」として「(軽自動車の増税は)弱いものいじめと感じる」「こういう考え方がまかり通るということになると、残念というより、悲しいという表現が合っている」と発言。また、下請けの仕事量、ひいては雇用にも影響があるとの考えを示した[20]。2013年11月1日の中間決算の発表記者会見で、総務省の有識者検討会により、軽自動車の増税が自動車取得税の廃止の代替策として提案されたことにも「考え方が貧弱で、地方税が足りないからこっちで埋めるという泥縄式だ。どう考えても弱い者いじめだ」「今まで安かったから増税するというのは、国際基準からみておかしい」と批判を行った[21][22]。
- 2000年4月に勲二等旭日重光章、1987年11月に藍綬褒章を受勲している。
- 海外ではハンガリー名誉総領事を務めあげている。
- 2007年3月には「自動車産業を通じてインドの発展に寄与した」としてパドマ・ブーシャン勲章（Padma Bhushan）を授与されている。
- 同じく婿養子経営者であった河合楽器製作所社長であった河合滋と親しかった。
- 2009年静岡県知事選挙にて初当選した静岡県知事の川勝平太を長年にわたって支援している[23]。
- かつて中日ドラゴンズを応援していたが、広報を通して「私はビジネスマンは良き社会人でなければならないと考えますが、落合博満さんは違うようです」と発言[24]。河合楽器製作所野球部出身の山井大介を応援するなど郷土への強い愛着で知られるが、落合が財界や有力者への挨拶を嫌い、周囲の反発を招いたことを批判している[24]。地方球団のあり方についての考えは落合と鈴木とで異なるが、「ジジ転がし」の達人とされた星野仙一と対照的な落合の姿勢はこの鈴木発言により、減収が止まらないドラゴンズ営業部から落合への批判が公然となるきっかけとなった[24]。

## 語録
- 「ゼネラル・モーターズが鯨で、うちがメダカ？いやうちはメダカじゃなくて蚊ですよ。だってメダカは鯨にのみ込まれてしまうが、蚊であれば空高く舞い上がることができるのでのみ込まれない。」[25]
- 「かつては十年ひと昔といったが、今は一年ひと昔。十年先のことを考えるなんて昔で言えば百年先を考えるようなもの。会社のあるべき姿を描くと現実から大きくかい離する。最小限、何を今なすべきかを考えていくことだ。」[26]
- 「現場の班長と一緒に1万円のコストを浮かした苦労話を聞く。そうしたら無駄遣いなんてとてもできない。」[26]
- 「土曜休んで日曜も休む奴は要らない。今の日本の悪い所はアメリカ的時間の切り売りが横行している事だ。8時間働けばそれでいいなど通用しない、成果で報酬がでるんだ」[27]
- 「軽は貧乏人の車だ。スポーツカーは要らない。」[28][29]
- 「トップダウン・コストダウン、ボトムアップ・コストアップ」「トップダウンはトップの号令で動くこと（＝上意下達）ではなく、トップが現場に下りること」「組織はもろい。トップダウンでやるから組織が強くなる」「金は現場に落ちている」[30]

## 家族・親族
鈴木家はスズキの創業家として知られており、多くの実業家を輩出している。鈴木修の義祖父である鈴木道雄は鈴木式織機製作所を創業し、のちに鈴木式織機を経て、鈴木自動車工業を設立した実業家である。修の岳父の鈴木俊三は、道雄の長女と結婚して鈴木家の婿養子となり、鈴木自動車工業の第2代社長を務めた。修の長男である鈴木俊宏は、スズキの社長を務めた。また、修の長女と結婚した小野浩孝は、通商産業省からスズキに転じたものの夭折した。そのほか、鈴木自動車工業の第3代社長を務めた鈴木實治郎は道雄の三女と結婚しているため、修の義叔母の夫に該当するなど、著名な係累縁者が多数存在するため、下記の一覧では修の親族に該当する者のみ記載した。
- 鈴木道雄（義祖父） - 実業家
- 鈴木俊三（岳父） - 実業家
- 鈴木祥子(妻、1932年8月4日生[31])
- 鈴木俊宏（長男） - 実業家、(1959年3月1日生[31])
- 鈴木雅宏(次男、1963年9月2日生[31])
- 小野すま子(長女、1961年2月2日生[31])
- 小野浩孝（娘婿） - 通産官僚

## 系譜
|          |          |          |          |          |          |  |  |            |            |            |            |            |            |  |  |            |  |  |  |  |  |  |  |          |          |          |          |          |          |  |  |
| 鈴木道雄 | 鈴木道雄 | 鈴木道雄 | 鈴木道雄 | 鈴木道雄 | 鈴木道雄 |  |  | 道雄の長女 | 道雄の長女 | 道雄の長女 | 道雄の長女 | 道雄の長女 | 道雄の長女 |  |  |            |  |  |  |  |  |  |  |          |          |          |          |          |          |  |  |
| 鈴木道雄 | 鈴木道雄 | 鈴木道雄 | 鈴木道雄 | 鈴木道雄 | 鈴木道雄 |  |  | 道雄の長女 | 道雄の長女 | 道雄の長女 | 道雄の長女 | 道雄の長女 | 道雄の長女 |  |  |            |  |  |  |  |  |  |  |          |          |          |          |          |          |  |  |
|          |          |          |          |          |          |  |  |            |            |            |            |            |            |  |  | 俊三の長女 |  |  |  |  |  |  |  |          |          |          |          |          |          |  |  |
|          |          |          |          |          |          |  |  |            |            |            |            |            |            |  |  |            |  |  |  |  |  |  |  |          |          |          |          |          |          |  |  |
|          |          |          |          |          |          |  |  | 鈴木俊三   | 鈴木俊三   | 鈴木俊三   | 鈴木俊三   | 鈴木俊三   | 鈴木俊三   |  |  |            |  |  |  |  |  |  |  | 鈴木俊宏 | 鈴木俊宏 | 鈴木俊宏 | 鈴木俊宏 | 鈴木俊宏 | 鈴木俊宏 |  |  |
|          |          |          |          |          |          |  |  | 鈴木俊三   | 鈴木俊三   | 鈴木俊三   | 鈴木俊三   | 鈴木俊三   | 鈴木俊三   |  |  |            |  |  |  |  |  |  |  | 鈴木俊宏 | 鈴木俊宏 | 鈴木俊宏 | 鈴木俊宏 | 鈴木俊宏 | 鈴木俊宏 |  |  |
|          |          |          |          |          |          |  |  |            |            |            |            |            |            |  |  | 鈴木修     |  |  |  |  |  |  |  |          |          |          |          |          |          |  |  |
|          |          |          |          |          |          |  |  |            |            |            |            |            |            |  |  |            |  |  |  |  |  |  |  | 修の長女 |          |          |          |          |          |  |  |
|          |          |          |          |          |          |  |  |            |            |            |            |            |            |  |  |            |  |  |  |  |  |  |  |          |          |          |          |          |          |  |  |
|          |          |          |          |          |          |  |  |            |            |            |            |            |            |  |  |            |  |  |  |  |  |  |  |          |          |          |          |          |          |  |  |
|          |          |          |          |          |          |  |  |            |            |            |            |            |            |  |  |            |  |  |  |  |  |  |  | 小野浩孝 |          |          |          |          |          |  |  |
|          |          |          |          |          |          |  |  |            |            |            |            |            |            |  |  |            |  |  |  |  |  |  |  |          |          |          |          |          |          |  |  |

- 赤地に太字が本人である。
- 係累縁者が多いため、鈴木修の親族に該当する著名人のみ氏名を記載した。

## テレビ出演
- 日経スペシャル カンブリア宮殿（テレビ東京）
  - 「黒字を搾り出せ！ ～79歳が明かす"戦時"の経営術～」（2009年3月2日）[32]
  - 「大ヒット車を作れ! ～カリスマ鈴木修の経営哲学～」（2009年4月6日）[33]
  - 「カンブリア宮殿 2009」 激動消費×未来経営 消費者追従を超えて...デフレ国の未来とは?（2009年12月21日）[34]
  - 緊急企画！アベノミクスの近未来 為替は、金利は、そして給料はどうなる?（2013年6月6日）[35]

## 著書
- 『俺は、中小企業のおやじ』（2009年2月25日、日本経済新聞出版社）ISBN 978-4-532-31438-5